# Parc arqueològic de Campo Lameiro

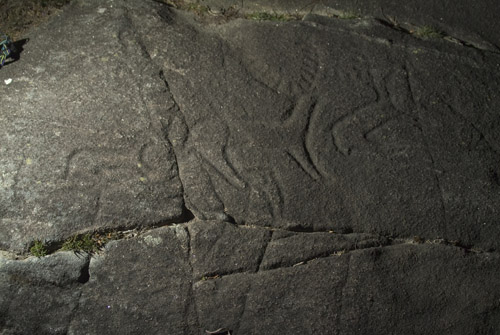
Petròglif dOuteiro do Cogoludo

El Parc arqueològic de Campo Lameiro és un conjunt d'art rupestre a l'aire lliure, situat al municipi de Campo Lameiro, província de Pontevedra (Galícia). Té una extensió de 21,8 hectàrees i conté prop de 100 roques amb gravats i petròglifs de gran valor arqueològic i històric. Forma part del conjunt d'art rupestre de Terres de Pontevedra.
A les muntanyes del municipi de Campo Lameiro se situa una de les concentracions més importants en qualitat i quantitat de gravats rupestres o petròglifs no sols de la península Ibèrica, sinó també d'Europa, i està declarat com Monument Historicoartístic des de l'any 1974.
El parc s'inaugurà oficialment el 6 de juliol de 2011, i fou el primer parc arqueològic de Galícia. Constitueix un extraordinari paisatge cultural del qual els petròglifs són la part més visible.
Té un centre d'interpretació de 5.000 m2 amb sales de projecció, exposicions i una biblioteca. A més, en les seues instal·lacions es recrea un poblat de l'edat del bronze, un espai de caràcter vivencial i participatiu.

## Àrea arqueològica
El parc inclou una àrea arqueològica a l'aire lliure d'uns tres km de longitud, en què es poden observar els dissenys geomètrics i naturalistes propis de l'art rupestre gallec i observar algun dels petròglifs millor conservats del Grup Galaic d'Art Rupestre.
Els gravats estan repartits entre els jaciments de Paredes, Parada i San Isidro, Painceiros, As Fragas, A Lagoa-Fentáns i Caneda, i té un relativament fàcil accés. Les principals estacions són:
- Laxe da Forneiriña, en què es pot veure la figura d'un gran animal, juntament amb diferents representacions de cérvols i cercles.
- Laxe dos Carballos és un conjunt l'interés del qual se centra en la figura d'un gran cérvol. Té un gran nombre de llances clavades al llom com a senyal de càstig o mort i a més li han lligat una corda al coll. Al seu costat hi ha, entre altres gravats, combinacions circulars, alineacions de cassoletes o altres cérvols.
- Outeiro dos Cogoludos té gravades un bon nombre de figures de solc molt visible, ample i profund. En la part dreta es veuen tres cavalls amb els genets a la gropa, disposats verticalment, mentre que a l'esquerra hi ha un gran plafó amb figures de cercles concèntrics. També apareixen un ídol i uns cérvols, entre altres dibuixos.
- Outeiro das Ventaniñas presenta els gravats més senzills d'aquesta àrea, amb formacions circulars.
- Fonte da Pena Furada enclou diverses pedres amb gravats de cérvols i cercles concèntrics. D'especial importància és el cérvol al qual se li ha representat la boca i els ulls en el mateix pla.
- Outeiro da Pena Furada és l'únic conjunt d'aquest àmbit que té figures laberíntiques i a la vora hi ha altres gravats.
- Laxe dos Cabalos consta de diverses pedres gravades amb figures i cérvols i combinacions circulars. Destaca la que dona origen a la zona, formada per dos cavalls que porten a la gropa sengles genets, fent l'efecte que estan fent una cursa.